# 김상윤 (1897년)
김상윤(金相潤, 1897년 9월 12일~1927년 10월 19일)은 대한민국의 독립운동가이다.

## 생애
1897년 9월 12일 경남 밀양에서 태어났다. 밀양 동화학교 수학 중 일제에 의해 학교가 폐교되자 서울중앙학교에서 수학중 1919년 3.1 독립만세운동에 가담하였으며 이후 조국의 독립을 위해 중국으로 망명하여, 우당 이회영이 중국 길림성에 설립한 신흥무관 학교에서 수학했다. 

거족적인 3·1독립운동이 가시적 효과를 거두지 못하고 일제의 탄압만 극심하게 되자 일제의 무력에 대항하여 독립을 쟁취하기 위하여는 보다 조직적이고 강력한 무력 독립운동단체의 조직이 필요하다고 생각하였다.

호는초산(楚山), 본관은 광주(廣州)이다.

### 의열단 창단
1919년 11월 9일밤, 만주(滿洲) 길림성(吉林省) 파호문(把虎門)밖 중국인 반모(潘某)의 집에 강세우(姜世宇),곽경(郭敬)·권준(權俊).김상윤(金相潤). 김원봉(金元鳳)·배동선(裵東宣)·서상락(徐相洛)·신철휴(申喆休)·윤세주(尹世胄)·이성우(李成宇)·이종암(李鍾岩)·한봉근(韓鳳根)·한봉인(韓鳳仁)·등13명이 모여 밤을 새워 가면서 숙의한 끝에 그 이튿날인 10일 새벽에 급진적 민족주의 노선을 지향하는 항일 비밀결사단체를 조직하였다.“정의(正義)의 사(事)를 맹렬(猛烈)히 실행한다.” 고 하여 의열단(義烈團) 이라 이름하였다. 

의열단은 당시 만주와 중국 본토지역에 조직된 많은 독립운동단체가 미온적이고 온건한 독립운동을 전개하고 있다고 보고, 이에 대한 반성으로서 과격하고 급진적인 폭력투쟁을 목적으로 하였다.
의열단 창단 당시의 단원은 대체로 신흥무관학교 출신이 중심이고 특히 밀양동화 학교에서 수학한 김상윤, 김원봉, 윤세주, 이성우, 한봉근, 한봉인 등 6명의 동지들이 규합 함으로써 단장에는 밀양출신 김원봉이 선출되었다.

의열단의 창단 초기에는 성문화된 강령은 없었으나, 특히 구축왜노(驅逐倭奴)· 광복 조국(光復祖國)· 타파계급(打破階級)· 평균지권(平均地權)을 단원들의 이상이며, 강령과 같이 여기고 있었다. 이러한 사상은 민중직접혁명과 평등주의에 입각하여 당시 일부 민족주의자들의 독립운동 노선이었던 문화주의· 외교론· 준비론 등 일체의 타협주의를 배격하고, 오직 폭력적 민중혁명에 의한 일제의 타도라는 전술을 통하여 독립의 쟁취를 목표로 한 것이다. 

의열단은 창단 직후 ‘공약10조’와 5파괴’, ‘7가살(可殺)’이라는 행동목표를 기본규약으로 삼아 독립운동의 지침으로 채택하였다. 공약10조는 ① 천하의 정의(正義)의 사(事)를 맹렬히 실행하기로 함. ② 조선의 독립과 세계의 평등을 위하여 신명을 희생하기로 함. ③ 충의의 기백과 희생의 정신이 확고한 자라야 단원이 됨. ④ 단의(團義)에 선(先)히 하고 단원의 의(義)에 급히 함. ⑤ 의백(義伯) 1인을 선출하여 단체를 대표함. ⑥ 하시(何時) 하지(何地)에서나 매월 1차씩 사정을 보고함. ⑦ 하시 하지에서나 초회(招會)에 필응(必應)함. ⑧ 피사(被死)치 아니하여 단의에 진(盡)함. ⑨ 1이 9를 위하여 9가 1을 위하여 헌신함. ⑩ 단의(團義)에 배반한 자는 처살(處殺)함.

### 의열단 활동
의열단은 조국독립을 위하여 과감하고 과격한 적극투쟁과 희생정신을 강조하고 있으며, 암살대상으로서 ①조선총독 이하 고관,②군부 수뇌,③대만총독, ④매국노, ⑤친일파거두, ⑥적탐(밀정), ⑦반민족적토호열신(土豪劣紳) 등을 지목 하였다.
한편, 파괴대상으로는 ① 조선총독부, ② 동양척식회사, ③ 매일신보사, ④ 각 경찰서, ⑤ 기타 왜적 중요기관 등 일제의 식민지 통치기관 및 그 관련기관의 시설에 대한 폭파를 목적으로 하였다. 의열단은 위의 계획을 실천에 옮기기 위하여 우선 폭탄제조법을 배울 필요가 있었다.

김원봉, 김상윤은 이미 신흥무관학교 학생 때 중국인 교관 주황(周況)에게서 폭탄제조 법을 배운 바 있었는데, 이 무렵 대한민국임시정부의 별동대인 구국 모험단 (救國 冒險團)의 김성근(金聲根)이 폭탄제조를 연구하고 있었으므로, 그를 길림으로 초빙하여 상해에서 익힌 폭탄제조법의 기술을 단원들에게 가르치기도 하였다.

#### 밀양·진영 폭탄반입사건
일본 고관에 대한 암살과 중요관공서의 폭파를 목적으로 하는 의열단의 제1차 암살파괴계획은 1920년 3월에 시작되었다. 우선 폭탄을 국내로 반입하기 위하여 3월 중순경 의열단원 곽재기(郭在驥)가 만주 안동현(安東縣)에서 밀양의 김병완(金炳完)에게 보낸 폭탄이 경기도 경찰부에 탐지되어 수색한 결과 폭탄 3개도 압수되고, 폭파계획의 행동책임을 맡은 관련자 18명 중 곽재기 등 12명이 일본경찰에게 붙잡혔다.

5월 중순경에는 의열단원 이성우(李成宇)가 다시 폭탄 13개 및 권총 2점을 입수하여 안동현 이륭양행(怡隆洋行)을 통하여 경상남도 진영(進永)의 강원석 (姜元錫)에게 보냈는데, 이것이 일본경찰에 발견됨으로써 압수되고 이 사건의 관련자 윤치형(尹致衡) 등 6명이 붙잡혔다. 한편, 이 폭탄의 반입과 함께 의열단의 행동대원들은 파괴대상을 선정, 검토하면서 거사 준비에 착수하던 중 붙잡힘으로써 거사는 좌절되었다.

1920년 6월에는 곽재기·이성우 등 전원이 검거되어 취조를 끝내고 10월에는 경성지방 법원검사국에 송치되었는데 이 사건의 관련자는 모두 26명이었고, 붙잡힌 단원은 18명이었다. 이때 함께 했던 김상윤과 한봉근은 왜경의 검거망을 피하여 중국 의열단 본대로 돌아가 김원봉과 함께 제2의 거사를 계획하여 실천준비 에 만전을 기했다.

의열단은 단원 중 모험가로 일컬어지는 김대지· 김상윤· 김천· 한봉근· 등이 중심이 되어, 창단된 지 얼마 뒤에 근거지를 길림에서 북경(北京)으로 옮기고, 다시 상해 지방에서 열렬단원을 포섭하고 세력확대에 힘썼다.

#### 부산경찰서 폭탄투척의거
제1차 암살파괴계획이 좌절된 지 얼마 안된 1920년 9월 14일, 이번에는 경상남도 부산경찰서가 의열 단원 박재혁(朴載赫) 에 의하여 폭파되고 하시모토(橋本秀平)서장 등 3명이 즉사한 사건이 일어났다. 이 의거는 의열단에 의하여 계획된 암살폭파사건의 하나로 부산 출신의 의열단원 박재혁의 거사가 성공했다.

#### 밀양경찰서 폭탄투척의거
부산경찰서 폭탄투척의거가 일어난 지 불과 3개월 만에 경상남도 밀양경찰서가 폭탄세례를 입은 사건이 일어났다. 김상윤과 이종암이 폭탄재료와 도구를 휴대하고 국내로 잠입하여 의열단 창단 이후 의열단에 입단한 김상윤의 고향친구이자 동화학교에서 함께 수학한 최수봉에게 거사지령을 전달하고 중국으로 돌아 갔다. 그러나 1920년 12월 27일 오전 7시 30분경 밀양경찰서 서장실에서 전 경찰서원이 모여 서장 와타나베 (渡邊)의 훈시를 듣고 있을 때 최수봉(崔壽鳳)이 경찰서 창 밖에서 이 기회를 노려 폭탄 2개를 연달아 투척하였으나 불발되어 최수봉은 붙잡혀 대구지방법원에서 무기징역을 언도받고 검사의 공소로 대구복심법원에서 사형이 선고되었다.

두 세 차례에 걸쳐 거사를 위해 국내로 잠입하였으나 많은 단원들이 피체 구금됨에 따라 김상윤은 왜경의 검거망을 피해 북경의 의열단 본대로 돌아가 김원봉, 윤세주, 이종암과 더불어 의열단 5인 참모부라는 사실상 집단 지도체제의 부장(副將) 자격으로 거사의 기획, 폭탄제조, 단원포섭, 단원교육, 자금조달 등의 중요한 책무를 수행했다.

#### 조선총독부 투탄의거
1921년9월12일 오전10시경 서울 남산 밑에 있는 왜성대(倭城臺) 총독부청사 2층에 있는 회계과와 비서과에 각각 1개씩의 폭탄이 투척되었다. 비서과의 것은 불발이었으나, 회계과의 것은 큰 폭음과 함께 폭발하여 건물의 일부가 파괴되었다. 이 의거가 일어나자 일본경찰은 비상령을 내리고 범인체포에 혈안이 되었으나 색출에 실패하였다.

#### 상해 황포탄의거(上海黃浦灘義擧, 田中義一大將 저격의거)
1922년 3월 28일 일본 육군대장 다나카(田中義一)가 기선편으로 상해에 도착한다는 정보를 접하자, 의열단은 그의 암살저격계획을 세워 실행에 옮겼으나 의거는 실패로 돌아가고 3명중 김익상·오성륜이 일본경찰에게 붙잡혔는데, 같은 해 4월 오성륜은 탈옥에 성공하고 김익상만 일본 나가사키로 압송되어 사형언도와 무기징역을 거쳐 20년 징역형으로 감형되어 복역하고, 출옥한 지 얼마 안 되어 일본형사에게 연행된 채 암살당하였다.

#### 종로경찰서 폭탄투척 및 삼판통(三坂通)·효제동 의거
종로경찰서 폭탄투척 및 삼판통(三坂通)·효제동 의거：1923년 1월 12일 종로 경찰서에 폭탄을 투척한 사건이 일어났다. 이 의거를 일으킨 사람이 의열 단원 김상옥(金相玉) 이었음은 그가 순국할 때까지 당시의 일본경찰 당국도 몰랐다. 김상옥은 단신으로 두 손에 권총을 들고 일본경찰과 접전 3시간 반 끝에 서대문경찰서 경부 쿠리다(栗田淸造) 외 수 명을 사살하고 총탄이 다하여 최후의 일발로 자결하였다.

#### 제2차 암살파괴계획(黃鈺·金始顯 등의 폭탄반입사건)
1923년 초 의열단은 조선총독부 등 일제 관공서와 총독 사이토(齋藤實) 등 일제 고관을 대상으로 하는 제2차 파괴암살계획을 추진하였다. 1923년 3월 7일 12일 오전 6시 차로 김시현· 황옥· 김재진 (金在震) ·권동산(權東山) 등 4명이 폭탄 18개와 권총 5정을 가지고 톈진을 출발하여 서울로 향하고, 나머지 폭탄 18개와 유인물은 안동현 홍종우 집과 신의주 조동근 (趙東根) 집에 숨겨두었는데. 위의 4명 중 김재진이 평안북도 경찰부 고등과 김덕기 (金悳基)에게 매수되어 이 계획을 일본경찰에게 밀고함으로써 홍종우·백영무(白英武)· 조동근· 조영천(趙英千) 등 4명이 체포되고 폭탄 10개, 선언서·전단 691매를 압수 당하였으며, 그 뒤 신의주에서 발견된 폭탄 8개와 합쳐 폭탄 18개를 압수당하였다. 또한, 경기도 경찰부에서는 서울에 도착한 김시현·황옥 등 10여 명을 체포하고 폭탄 18개를 압수하였다.

#### 동경 니쥬바시 폭탄투척의거
1924년1월5일 동경 니쥬바시 사쿠라다몬 (二重橋 櫻田門)에 폭탄을 투척한 사건이 일어났다. 이 의거는 의열단원 김지섭 (金祉燮) 에 의하여 감행된 것으로 일본 천황이 사는 궁성을 파괴하고자 한 것이다. 이 거사는 목적을 달성하지 못하고 실패에 돌아가고 그는 일본경찰에게 붙잡히게 되었다. 그는 사형 구형에 무기징역을 선고 받아 복역 중, 20년으로 감형 되었으나 1928년 2월 몸이 극도로 쇠약하여 옥사하였다

### 의열단의 해체
의열단을 이탈한 윤자영이 조직한 상해 청년동맹과 의열단의 알력다툼에 1924년 5월 김상윤은 의열단 대표로서 민족주의 노선을 주창하며 의열단 재건에 열정을 다했으나 임시정부를 비롯한 독립운동단체의 열악한 재정으로 위기를 맞이했다. 

5년동안의 극렬한 무력항쟁을 위해 의열단 지도부로써 거사를 기획하고, 단원확충과 교육훈련은 물론 무기와 자금 확보 등 조직의 유지가 난관에 이르자 단장 김원봉은 독립운동 노선변경 및 조직 재정비를 명분으로 1925년 황포군관 학교 입교를 결정하였다. 김상윤은 황포군관학교 입교를 거부하고 창단정신의 급진적 민족주의 노선의 의열단 재건의지를 굽히지 않음으로써 사실상 초기 의열단은 해체되고 말았다.
이후 김상윤은 아나키즘 사상이 확장일로에 있던 중국 복건성 지역으로 거처를옮긴듯하나 분명한 기록을 찾을 수 없다.

### 최후
1927년 10월 31세의 나이로 복건성천주(泉州) 설봉사(雪峯寺)에서 사인이 불명확한 체 사망한 기록이 있으나 유해를찾을 수 없어 국내로 봉환하지 못하였다.

## 사후
- 건국공로 대통령 표창 (1968년)
- 대한민국 건국훈장 애족장 (1990년), 독립유공자 예우법 개정에 따름.
- 2005년 경남 밀양 유지들이 뜻을 모아 출생지에 의열투쟁 기념비가 건립되었다.
- 2015년 중국 복건성 천주 설봉사에 유족들의 뜻과 설봉사와 중국정부의 배려로 김상윤 기적비(紀跡碑)가 건립되었다.